# Bart Johnson
Barton Robert Johnson (Hollywood, California, 13 de dezembro de 1970) é um ator norte-americano, mais conhecido interpretando o Treinador Jack Bolton em High School Musical. É casado com Robyn Lively irmã de Blake Lively. No filme, ele é pai de Troy Bolton (Zac Efron). Bart tem outras participações na televisão, como Babylon 5, Hyperion Bay, JAG, CSI: Miami e outros.

## Filmografia
- 2008 - High School Musical 3: Senior Year
- 2007 - High School Musical 2
- 2007 - Acampamento do Papai
- 2007 - Anjo Mal
- 2007 - Vale Feliz
- 2007 - A Corrida
- 2007 - Taking 5
- 2006 - Siga o Mestre
- 2006 - High School Musical como Jack Bolton